# USS Saratoga (CV-60)
USS Saratoga (CV-60) – amerykański lotniskowiec typu Forrestal. Jego nazwa pochodziła od bitwy pod Saratogą.
Stępkę okrętu położono 16 grudnia 1952 r. w stoczni New York Naval Shipyard. Zwodowano go 8 października 1955 r., matką chrzestną była pani Thomas. Jednostka weszła do służby w US Navy 14 kwietnia 1956 r., jej pierwszym dowódcą był Captain Robert Joseph Stroh. Był pierwszym amerykańskim lotniskowcem używających kotłów o wysokim ciśnieniu (1200 psi).
Pełnił służbę głównie na Morzu Śródziemnym, ale wziął także udział w wojnie wietnamskiej oraz I wojnie w Zatoce Perskiej. W czasie ćwiczeń pomyłkowo ostrzelał rakietami turecki niszczyciel min "Muavenet".
Wycofany ze służby 20 sierpnia 1994 r.